# Andinia (orquídea)
Andinia es un género de orquídeas, de la tribu Epidendreae, de la familia Orchidaceae que tiene asignadas 13 especies.

## Distribución
Son nativas de Bolivia, Colombia y Ecuador.

## Descripción
No se tienen datos de este género.

## Taxonomía
El género fue descrito por (Luer) Luer  y publicado en Monographs in Systematic Botany from the Missouri Botanical Garden 79: 5. 2000.

### Especies
1. Andinia dalstroemii (Luer) Pridgeon & M.W.Chase, Lindleyana 16: 251 (2001)
2. Andinia dielsii (Mansf.) Luer, Monogr. Syst. Bot. Missouri Bot. Gard. 79: 6 (2000)
3. Andinia hirtzii Luer, Monogr. Syst. Bot. Missouri Bot. Gard. 103: 275 (2005)
4. Andinia hystricosa (Luer) Pridgeon & M.W.Chase, Lindleyana 16: 251 (2001)
5. Andinia ibex (Luer) Pridgeon & M.W.Chase, Lindleyana 16: 251 (2001)
6. Andinia lappacea (Luer) Pridgeon & M.W.Chase, Lindleyana 16: 251 (2001)
7. Andinia panica (Luer & Dalström) Pridgeon & M.W.Chase, Lindleyana 16: 251 (2001)
8. Andinia pensilis (Schltr.) Luer, Monogr. Syst. Bot. Missouri Bot. Gard. 79: 6 (2000)
9. Andinia pentamytera (Luer) Pridgeon & M.W.Chase, Lindleyana 16: 251 (2001)
10. Andinia pogonion (Luer) Pridgeon & M.W.Chase, Lindleyana 16: 251 (2001)
11. Andinia schizopogon (Luer) Pridgeon & M.W.Chase, Lindleyana 16: 251 (2001)
12. Andinia trimytera (Luer & R.Escobar) Pridgeon & M.W.Chase, Lindleyana 16: 252 (2001)
13. Andinia vestigipetala (Luer) Pridgeon & M.W.Chase, Lindleyana 16: 252 (2001)